# ميل من المنزل (فلم)
ميلٌ من المنزل أو ميلٌ عنِ المنزل (بالإنجليزية: A Mile from Home) هو فيلم أكشن ودراما نيجيري صدرَ عام 2013 من تأليف وإنتاج وإخراج إريك أغيميان وبطولة كلٍ من توبي تيديلا، تشيدوزي سامباسا نزريبي، أليكس أيالوغو، إريك نوانسو وتولو أكينبيليجي. يُصوِّر الفيلمُ قصّة طالبٍ جامعية يُعاني من أزمة هويّة فينضمُّ إلى عصابةٍ سيئة السمعة للانتقام. رُشِّحَ للمنافسة على فئتينِ في جوائز أفريقيا ماجيك للمشاهدين ففازَ بجائزة أفضل ممثل في فيلمٍ دراميّ، كما حازَ الفيلمُ على جائزة الأكاديمية الأفريقية للأفلام عام 2014 في فئةِ المؤثِّرات المرئيّة.

## القصّة
يروي الفيلمُ قصّة حياة طالبٍ جامعي يُدعى جود أودارو (يُؤدّي دوره الممثل النيجيري توبي تيديلا) الذي انضمَّ إلى عصابةٍ سيّئةِ السمعة في سعيه للانتقام من الظلم الذي لحق به من قبل المدعو ستون وهو رجل عصاباتٍ خطير قام بالاستيلاءِ على ممتلكات جود بالقوة.
يُعجب زعيم العصابة سوكو (يؤدِّي دوره الممثل شيدوزي نزريبي) بمهارات جود وبرغبتهِ في الانتقام وفي أشياء أخرى فيجعلهُ الرجل الثاني في العصابة كما يُساعده في اقتحامِ عالم الجريمة. يُصبح جود شيئًا فشيئًا رجلًا مهمًا في العصابة التي التحقَ بها، كما يحصلُ على اسمٍ جديدٍ وهو لالا. في الطريق إلى الانتقام من ستون، يقعُ جود (أو لالا) في حبّ إيفي التي هي حبيبةُ سوكو، ويُخبرها جود أنه على استعدادٍ للموتِ في سبيل حبّها.
يتغيَر مسار القصّة حينما يُفرَجُ عن دون كولو من السجن والذي دخله بعدما أُدين بتهمة الاتجار في المخدرات. يُرحَّلُ دون كولو من جنوب إفريقيا، فيُعاني الإفلاس وهو ما يجعلهُ يرغبُ وبشدة في أن يعود للمتاجرة في المخدرات. يحتاجُ كولو للإمدادات في ظلّ عدمِ امتلاكه المال، فيُزوّده سوكو ورجاله بإمداداتٍ كبيرةٍ لتتشعّب القصّة أكثر فأكثر ثمّ يجدُ لالا نفسهُ متورّطًا في عددٍ من القضايا دون أن يدري.

## طاقم التمثيل
- توبي تيديلا في دور لالا
- سامباسا نزيرب في دور سوكو
- أليكس أيالوجو في دور دون كولو
- تولو أكينبيليجي في دور إيفي
- إريك نوانسو في دور ديبا

## الجوائز والترشيحات
| الجائزة                                  | الفئة                   | المُرشَّح/ة                      | النتيجة |
| ---------------------------------------- | ----------------------- | ----------------------------- | ------- |
| جوائز أفريكا ماجيك للمشاهدين             | أفضل ممثل في فيلمٍ درامي | توبي تيديلا                   | فوز     |
| جوائز أفريكا ماجيك للمشاهدين             | أفضل مصمم إضاءة         | إريك أغيمين                   | رُشِّح     |
| جوائز أكاديمية السينما الأفريقية         | فئة المؤثرات البصرية    | إريك أجيميان                  | فوز     |
| جوائز أكاديمية السينما الأفريقية         | المكياج                 |                               | رُشِّح     |
| جوائز أكاديمية السينما الأفريقية         | أفضل ممثل شاب/واعد      | توبي تيديلا                   | رُشِّح     |
| جوائز نوليوود                            | أفضل فيلم               | إريك أغيمين                   | رُشِّح     |
| جوائز نوليوود                            | أفضل ممثل في دور رئيسي  | توبي تيديلا                   | فوز     |
| جوائز نوليوود                            | أفضل مخرج               | إريك أغيمين                   | رُشِّح     |
| جوائز نوليوود                            | أفضل فيلم مُعدَّل          | إريك أغيمين                   | فوز     |
| جوائز نوليوود                            | أفضل ممثل مساعد         | سامباسا نزيريب                | رُشِّح     |
| جوائز نوليوود                            | وحي العام               | توبي تيديلا                   | رُشِّح     |
| جوائز نوليوود                            | أفضل سيناريو            | إريك أغيمين                   | رُشِّح     |
| جوائز نوليوود                            | فئة المؤثرات الخاصة     | إريك أجيميان                  | فوز     |
| جوائز أكاديمية الأيقونات الذهبية للأفلام | أفضل فيلم درامي         | إريك أجيميان                  | فوز     |
| جوائز أكاديمية الأيقونات الذهبية للأفلام | أفضل مخرج               | إريك أغيمين                   | فوز     |
| جوائز أكاديمية الأيقونات الذهبية للأفلام | أفضل صورة متحركة        | إريك أغيمين                   | رُشِّح     |
| جوائز أكاديمية الأيقونات الذهبية للأفلام | أفضل ممثل واعد          | توبي تيديلا                   | فوز     |
| جوائز أكاديمية الأيقونات الذهبية للأفلام | أفضل ثنائي على الشاشة   | توبي تيديلا وسامباسا نزيربي   | رُشِّح     |
| جوائز أكاديمية الأيقونات الذهبية للأفلام | أفضل منتج               | إريك أغيمين                   | رُشِّح     |
| جوائز أكاديمية الأيقونات الذهبية للأفلام | أفضل فيلم مُعدَّل          | إريك أغيمين                   | رُشِّح     |
| جوائز أكاديمية الأيقونات الذهبية للأفلام | أفضل مكياج              |                               | رُشِّح     |
| جوائز أكاديمية الأيقونات الذهبية للأفلام | أفضل تصوير سينمائي      | إريك أغيمين                   | رُشِّح     |
| جوائز أكاديمية الأيقونات الذهبية للأفلام | أفضل صوت                | فنسنت وجوشوا إيكين            | فوز     |
| جوائز نيجيريا الترفيهية                  | أفضل ممثل               | توبي تيديلا                   | فوز     |
| جوائز أفلام نوليوود                      | أفضل فيلم               | إريك أغيمين                   | فوز     |
| جوائز أفلام نوليوود                      | أفضل مخرج               | إريك أغيمين                   | رُشِّح     |
| جوائز أفلام نوليوود                      | أفضل تصوير سينمائي      | إريك أغيمين                   | رُشِّح     |
| جوائز أفلام نوليوود                      | أفضل ممثل               | توبي تيديلا                   | رُشِّح     |
| جوائز أفلام نوليوود                      | أفضل مُصمّم أزياء         | جودوين أجميان                 | رُشِّح     |
| جوائز أفلام نوليوود                      | أفضل نجم صاعد           | توبي تيديلا                   | فوز     |
| جوائز أفلام نوليوود                      | أفضل مكياج              |                               | رُشِّح     |
| جوائز أفلام نوليوود                      | أفضل سيناريو أصلي       | إريك أغيمين                   | رُشِّح     |
| جوائز أفلام نوليوود                      | أفضل مجموعة تصميم       | بيودين أولاجباجو & إيك أغيمين | رُشِّح     |
| جوائز أفلام نوليوود                      | أفضل موسيقى تصويرية     | فنسنت يوموكو                  | رُشِّح     |